# Tenés Empanadas Graciela

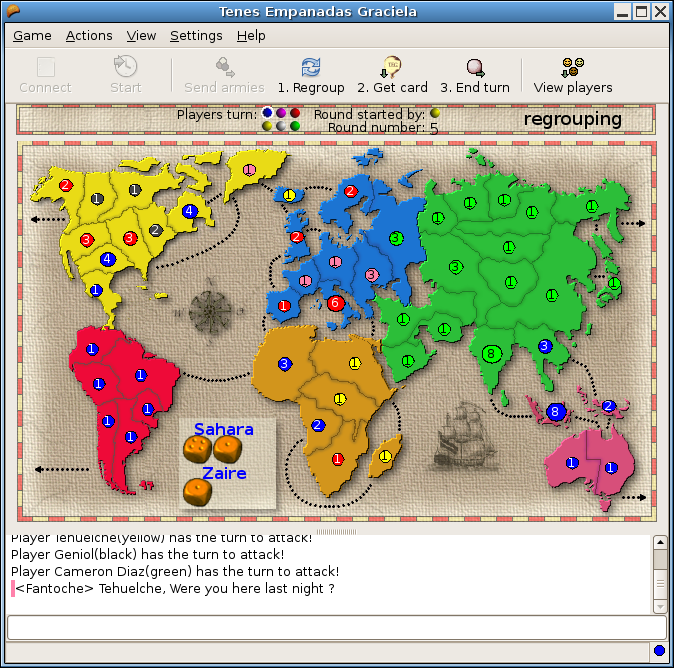
Tenés Empanadas, Graciela

Tenés Empanadas Graciela (kurz TEG) ist ein rundenbasiertes Computer-Strategiespiel für Unix-Systeme; es existiert auch ein Java-Client.
Das Open Source Spiel lehnt sich an das Brettspiel Risiko an, unterscheidet sich in den Regeln aber an vielen Stellen.
Der Name lehnt sich an die Bezeichnung für ein beliebtes spanisches Risiko-Spiel an, das den Namen T.E.G. (Plan Táctico y Estratégico de la Guerra) trägt.
Bereits 1996 begann der Argentinier Ricardo Quesada mit der Arbeit an dem Spiel, unterbrach diese aber mehrmals und erst seit Anfang 2000 wird mit größerer Anstrengung daran gearbeitet.
Einige Entwickler, Grafiker und Übersetzer kamen hinzu und sorgten für große Fortschritte.
Über einen Unix-Server können mehrere Spieler gegeneinander spielen und sich miteinander unterhalten. Außerdem sind verschiedene Karten möglich und neue können jederzeit hinzugefügt werden. Das Spiel ist in mehreren Sprachen, darunter Spanisch, Englisch und Deutsch erhältlich.